# 烏普頓公園
烏普頓公園（Upton Park）是東倫敦紐漢倫敦自治市的一個地區，其中心是格林街。西漢姆聯足球俱樂部的主場球場烏普頓公園球場就位於這裡。倫敦地鐵在此地設有烏普頓公園站。此外倫敦地上鐵也途徑這裡。